# Pandémie de Covid-19 en Lituanie
La pandémie de Covid-19 en Lituanie démarre officiellement le 28 février 2020. À la date du 17 septembre 2022, le bilan est de 9 304 morts.

## Statistiques

Nombre de cas en Lituanie depuis le début de l'épidémie.

Nombre de morts en Lituanie depuis le début de l'épidémie.

## Vaccination
Au 20 aout 2021, le taux de vaccination des adultes est de 65,8 % pour la première dose (contre 74,8 % pour l'UE ou 74,9 % pour l'EEE) et de 58,2 % pour la vaccination complète contre 65,4 %pour l'union européenne.
En considérant la population totale, le taux de vaccination est de 48,8 % en Lituanie pour 54,1 % dans l'UE.
Au total, plus de 1 363 000 personnes ont été pleinement vaccinées.[réf. incomplète]

## Certificat Covid
Le Galimybių pasą (litt. « passe d'opportunités ») est un certificat Covid numérique de l'union européenne, mis en place à partir du 24 mai 2021 pour accéder à certains lieux comme les restaurants, casinos ou grands événements, qui sont toutefois soumis à une jauge de 500 spectateurs et ne doivent pas excéder 75 % de leurs capacités d'accueil pour ce qui est des places assises en lieux clos. À compter du 13 septembre 2021, il sera également requis pour emprunter les transports en commun du territoire,, pénétrer dans les commerces dits « non essentiels » de plus de 1 500 m2 ou encore les instituts de beauté de type salon de coiffure. Le site officiel gp.esveikata.lt permet de se le procurer.